# Michał Mochocki
Michał Łukasz Mochocki – polski kulturoznawca i literaturoznawca, projektant gier komputerowych i analogowych, nauczyciel akademicki, doktor habilitowany nauk humanistycznych na Uniwersytecie Gdańskim.

## Kariera
Ukończył w 2002 roku filologię angielską na Uniwersytecie Gdańskim. Doktoryzował się na tej samej uczelni w 2007 roku rozprawą Między grą a literaturą. Scenariusze narracyjnych gier fabularnych, a w 2022 roku otrzymał habilitację na Uniwersytecie SWPS na podstawie rozprawy Role-Play as a Heritage Practice: Historical Larp, Tabletop RPG and Reenactment (wydanej przez Routledge, 2021). Współredaktor naukowy publikacji zbiorowej Central and Eastern European Histories and Heritages in Video Games (Routledge, 2024). Zaangażowany w tworzenie narracyjnych gier fabularnych (Projekt Demokracja, 2012), systemów fabularnych (druga edycja Dzikich Pól, 2005), scenarzysta będącej we wczesnym dostępie gry komputerowej Beast: False Prophet (2023), inspirowanej realiami Rzeczypospolitej Obojga Narodów.
Odznaczony Medalem Komisji Edukacji Narodowej (2012) i Brązowym Krzyżem Zasługi (2019).